# Хрватске оружане снаге
Хрватске оружане снаге име је за војне снаге у НДХ које су формиране 1944. спајањем Домобранства и Усташке војнице. Ова војска је деловала све до пораза НДХ у мају 1945.
Пред крај рата, било је око 170.000 припадника снага НДХ.